# Neda Arnerić
Neda Arnerić, szerbül: Неда Арнерић (Knjaževac, 1953. július 15. – Belgrád, 2020. január 10.) szerb színésznő.

## Filmjei
- Reggel (Jutro) (1967)
- Dél (Podne) (1968)
- Belgrádi románc (Višnja na Tašmajdanu) (1968)
- Az elhagyott házban (Vreme bez rata) (1969)
- Venom (1971)
- Shaft Afrikában (Shaft in Africa) (1973)
- Átkozottak vagyunk, Irina (Kolnati sme, Irina) (1973)
- Paolo szerelmei (Paolo il caldo) (1973)
- Uzsicei köztársaság (Užička republika) (1974)
- A belgrádi fiúk (Otpisani) (1975, tv-sorozat, két epizódban)
- A kegyelmes asszony (Gospođa ministarka) (1978, tv-film)
- Tanú ne maradjon! (Pozorišna veza) (1980)
- Legyél az apukám! (Rad na određeno vreme) (1980)
- Ki énekel ott? (Ko to tamo peva) (1980)
- Csak azért is te legyél az apukám! (Moj tata na određeno vreme) (1982)
- '68 szeszélyes nyara (Varljivo leto '68) (1984)
- Kraj rata (1984)
- Tajvanska kanasta (1985)
- Haloa - praznik kurvi (1988)
- Csodák ideje (Vreme čuda) (1989)
- Csodák ideje (Vreme čuda) (1989, tv-film)
- A rigómezei csata (Boj na Kosovu) (1989)
- A kakasdombi zsaru (Policajac sa Petlovog brda) (1992)
- Tri karte za Holivud (1993)
- A kakasdombi zsaru (Policajac sa Petlovog brda) (1993–1994, tv-sorozat, 12 epizódban)
- Nečista krv (1996)
- A szárnyaszegett madarak (Ptice koje ne polete) (1997)
- Točkovi (1998)
- Nataša (2001)